# Steve Mahre
 (novembre 2019).
Si vous disposez d'ouvrages ou d'articles de référence ou si vous connaissez des sites web de qualité traitant du thème abordé ici, merci de compléter l'article en donnant les références utiles à sa vérifiabilité et en les liant à la section « Notes et références ».
Steve Mahre, né le 10 mai 1957 à Yakima, Washington, est un ancien skieur alpin américain originaire de White Pass. Il est le frère jumeau de Phil Mahre, lui aussi skieur alpin.
Au cours de sa carrière, Mahre a remporté la médaille d'argent aux Jeux Olympiques de 1984, battu pour 21 centièmes de seconde par son frère Phil. Il décroche la médaille d'or aux Championnats du Monde en 1982 à Schladming (Autriche). En Coupe du monde, il réalise ses meilleures saisons en 1981 et 1982 lorsqu'il termine 4e puis 3e au classement général. Dans le même temps, son frère Phil remporte la Coupe du Monde à trois reprises de 1981 à 1983.
Après neuf saisons au plus haut niveau, les frères Mahre prennent leur retraite à l'issue de la saison 1984. Steve se retire avec 9 victoires en Coupe du Monde ainsi que 21 podiums.

## Palmarès

### Jeux olympiques
| Édition / Épreuve   | Descente | Slalom géant | Slalom  |
| ------------------- | -------- | ------------ | ------- |
| JO 1976 Innsbruck   | —        | 13e          | —       |
| JO 1980 Lake Placid | —        | 15e          | Abandon |
| JO 1984 Sarajevo    | —        | 17e          | Argent  |

### Championnats du monde
| Épreuve / Édition                    | Descente | Slalom géant | Slalom  | Combiné |
| JO 1976 Innsbruck                    | —        | 13e          | —       | —       |
| Mondiaux 1978 Garmisch-Partenkirchen | —        | 16e          | 8e      | —       |
| JO 1980 Lake Placid                  | —        | 15e          | Abandon | —       |
| Mondiaux 1982 Schladming             | —        | Or           | —       | —       |

### Coupe du monde
- Meilleur résultat au classement général : 3e en 1982
  - 9 victoires : 2 géants, 6 slaloms et 1 combiné
  - 21 podiums

### Différents classements en coupe du monde
| Saison / Épreuve | Saison / Épreuve | Général | Général | Descente | Descente | Slalom | Slalom | Géant  | Géant  | Combiné | Combiné |
| ---------------- | ---------------- | ------- | ------- | -------- | -------- | ------ | ------ | ------ | ------ | ------- | ------- |
| Saison / Épreuve | Saison / Épreuve | Class.  | Points  | Class.   | Points   | Class. | Points | Class. | Points | Class.  | Points  |
| 1976             | 1976             | 27e     | 26      | -        | -        | 8e     | 20     | 13e    | 8      | -       | -       |
| 1977             | 1977             | 43e     | 15      | -        | -        | 14e    | 15     | -      | -      | -       | -       |
| 1978             | 1978             | 23e     | 25      | -        | -        | 9e     | 25     | -      | -      | -       | -       |
| 1979             | 1979             | 10e     | 86      | -        | -        | 13e    | 47     | 22e    | 25     | -       | -       |
| 1980             | 1980             | 12e     | 72      | -        | -        | 11e    | 44     | 14e    | 28     | 8e      | 20      |
| 1981             | 1981             | 4e      | 155     | -        | -        | 3e     | 80     | 11e    | 46     | 5e      | 29      |
| 1982             | 1982             | 3e      | 183     | -        | -        | 3e     | 92     | 7e     | 66     | 7e      | 25      |
| 1983             | 1983             | 12e     | 108     | -        | -        | 4e     | 80     | 27e    | 13     | 13e     | 15      |
| 1984             | 1984             | 47e     | 30      | -        | -        | 22e    | 21     | 30e    | 9      | -       | -       |

### Détail des victoires
| Saison / Épreuve | Géant                    | Slalom                     | Combiné  | Total |
| 1978             |                          | Stratton Mountain          |          | 1     |
| 1981             |                          | Garmisch                   |          | 1     |
| 1982             | Jasná Bad Kleinkirchheim | Cortina d'Ampezzo Garmisch | Garmisch | 5     |
| 1983             |                          | Parpan Sankt Anton         |          | 2     |
| Total            | 2                        | 6                          | 1        | 9     |

### Arlberg-Kandahar
- Vainqueur du Kandahar 1982 à Garmisch
  - Vainqueur des slaloms 1982 à Garmisch et 1983 à Sankt Anton